# Santo Tomás (Apostolado de Almadrones)
Santo Tomás es una obra atribuida al Greco, que formaba parte del llamado Apostolado de Almadrones, una serie de lienzos hallados en la iglesia de Almadrones, en Guadalajara. Actualmente forma parte de las colecciones del Museo Nacional del Prado en Madrid. Consta con el número 194 en el catálogo razonado realizado por el profesor e historiador del arte Harold Wethey, especializado en El Greco.

## Análisis de la obra
- Pintura al óleo sobre lienzo; 72 x 55 cm.; realizada circa 1608-1614.
- A la derecha y sobre el hombro aparecen las iniciales letras griegas delta (δ) y theta (θ), a manera de firma.[1]

Santo Tomás es representado como un hombre común. Su expresión está fuertemente enraizada con la teoría de Gregorio Marañón, según la cual El Greco utilizaba como modelos a enfermos mentales del Hospital del Nuncio. El cuadro está construido a base de pinceladas sueltas y arrastradas, especialmente en las vestimentas del apóstol. 
La figura del santo, girada hacia la derecha del lienzo, y con su mano derecha alzada, repite la forma de los otros Apostolados del maestro cretense. Sin embargo, y como ocurre en el Apostolado de San Feliz, no lleva ningún atributo reconocible. La vestimenta presenta una extraña combinación, puesto que al manto verde y a la túnica azulada se añaden unos paños marrón-rojizos, de función imprecisa. Esta pintura parece algo esquemática, posiblemente inacabada por el maestro, y terminada por su taller.